# Irakli Zereteli

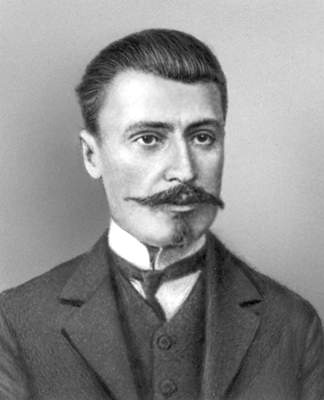
Irakli Zereteli

Irakli Zereteli (georgisch ირაკლი წერეთელი, russisch Ираклий Георгиевич Церетели; * 20. November 1881 in Kutaissi, Russisches Kaiserreich, heute Georgien; † 20. Mai 1959 in New York) war ein russischer Jurist und führender Menschewik georgischer Herkunft.

## Leben
Zereteli absolvierte das Gymnasium in Tiflis und studierte anschließend bis 1902 an der Universität Moskau Jura. Als Teilnehmer an einer studentischen Demonstration wurde er nach Sibirien deportiert. Nach seiner Rückkehr schloss er sich der SDAPR an, wurde führender Menschewik und schrieb Leitartikel für die von seinem Vater Giorgi Tsereteli gegründete Zeitung Kwali. Die Zeitung wurde 1904 verboten, und nach einem neuerlichen Gefängnisaufenthalt zog Tsereteli nach Berlin, wo er 18 Monate verbrachte und nach der Revolution 1905 nach Georgien zurückkehrte.
Die Februarrevolution 1917 überraschte ihn in Irkutsk, wo er den örtlichen Sowjet leitete, bevor er nach Petrograd zog und Mitglied des Petrograder Sowjets wurde. Von Mai bis August 1917 war er Minister in der Provisorischen Regierung unter Alexander Kerenski. Nach der Oktoberrevolution wurde er Mitglied der Regierung der Menschewiki in Georgien. Im Mai 1918 hielt er die Ansprache anlässlich des Rückzugs Georgiens aus der Transkaukasischen Föderation und vertrat gemeinsam mit Nikolos Tschcheidse Georgien an der Pariser Friedenskonferenz 1919.
Nach dem Sturz der menschewistischen Regierung in Georgien im Februar 1921 emigrierte Zereteli nach Frankreich. In der Folgezeit trat er häufig als Vertreter der Menschewiki bei der Zweiten Internationale auf. 1929 zog er sich aus dem politischen Leben zurück.
1948 zog er in die USA, wo er an der Columbia University bis zu seinem Tod seine Memoiren schrieb. Er starb 1959 und wurde gemäß seinem Wunsch auf dem georgischen Friedhof im französischen Leuville-sur-Orge bestattet.